# Baltistan

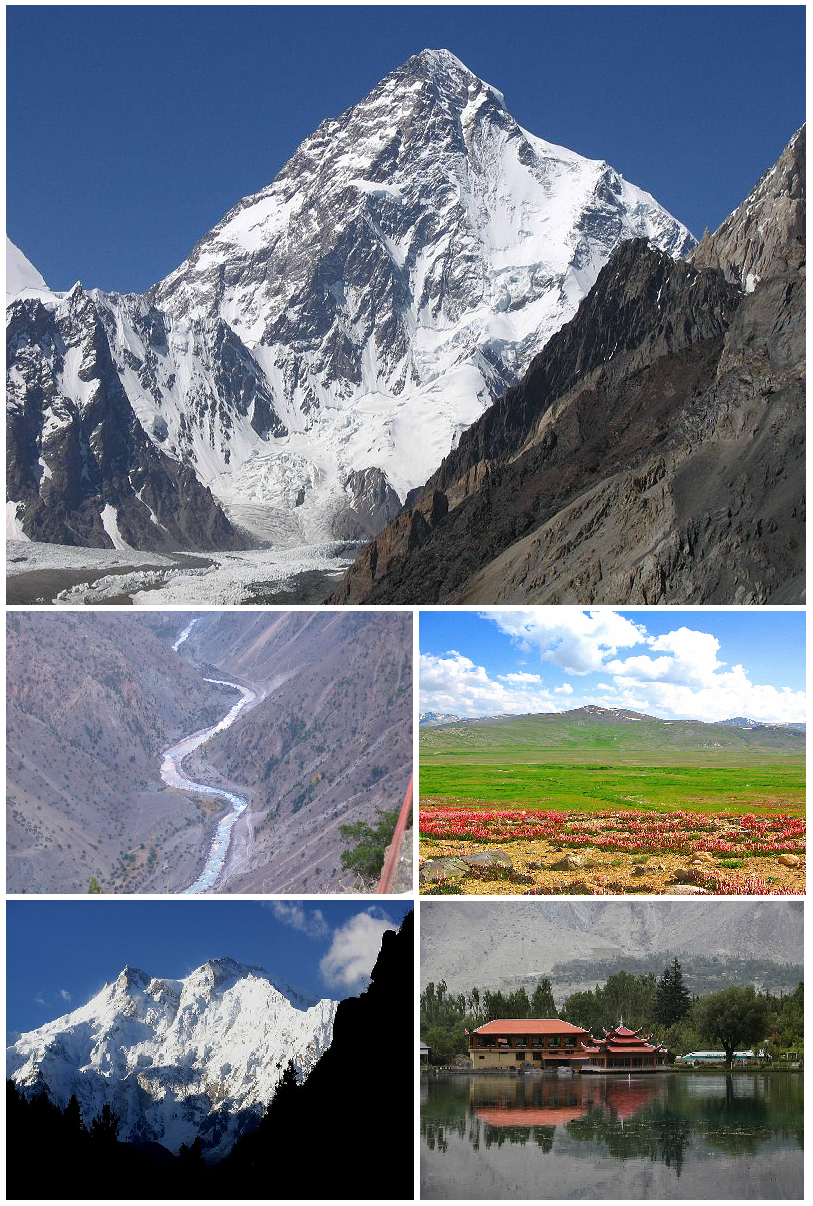
Immagini del Baltistan.

Il Baltistan (in urdu بلتستان; in balti བལ་ཏི་སྟྰན), anche conosciuta come Baltiyul (letteralmente Piccolo Tibet; in balti བལ་ཏི་ཡུལ་།) è una regione montuosa compresa gran parte nell'ente autonomo di Gilgit-Baltistan, in Pakistan. È limitata a nord dalla catena del Karakoram (comprendente il K2, la seconda montagna più alta del mondo), a sud dalla valle del fiume Indo e dall'altopiano di Deosai. È una regione estremamente montuosa, con un'altitudine media superiore ai 3.350 metri. Viene detta talvolta Piccolo Tibet. 
Ha una superficie di 27.400 km² e circa 320.000 abitanti (2002). La popolazione è costituita in maggioranza dai Balti, di etnia tibetana. 
La religione prevalente è quella musulmana. La località principale è Skardu, sul fiume Indo.